# Catálogo SAO
El Catálogo SAO (en inglés Smithsonian Astrophysical Observatory Star Catalog) es un catálogo estelar realizado por el Smithsonian Astrophysical Observatory en 1966. En su primera versión constaba de 258.997 entradas. Es un catálogo fotográfico limitado en magnitud aparente, por lo que reúne la totalidad de las estrellas más brillantes que un valor límite en banda V. El catálogo es completo hasta la novena magnitud, si bien también contiene estrellas más tenues, así como 4503 estrellas de magnitud superior a 10. Todas las estrellas que se pueden observar a simple vista están comprendidas en el catálogo.
Las estrellas del catálogo se nombran según la convención SAO NNNNNN, donde NNNNNN es un número comprendido entre 1 y 258.997. Las estrellas están clasificadas en 18 bandas de 10 grados de declinación decreciente; de esta forma, las estrellas SAO 1 a SAO 4015 tienen una declinación entre +80° y +90°, las estrellas de SAO 4016 a SAO 10936 una declinación entre +70° y +80°, mientras que las estrellas SAO próximas a 250 000 tienen una declinación negativa.
Para cada estrella, el catálogo muestra su posición (en coordenadas B1950.0 o J2000.0), una estimación del error de posición, el movimiento propio y una estimación del error del mismo, las coordenadas galácticas, la magnitud fotográfica en banda V, el tipo espectral, e información sobre la variabilidad de la estrella.

## Ejemplos
En la siguiente tabla figuran entradas del catálogo SAO de algunas conocidas estrellas.
| Número de catálogo SAO | Nombre común              | Constelación | Magnitud aparente | Características destacables |
| ---------------------- | ------------------------- | ------------ | ----------------- | --- |
| SAO 240019             | Gacrux (γ Crucis)         | Crux         | +1,6              | La gigante roja más cercana al Sistema Solar |
| SAO 72077              | Pi2 Pegasi                | Pegaso       | +4,4              | Gigante amarilla rodeada de un disco de materia |
| SAO 227375             | Zeta1 Scorpii             | Scorpius     | +4,9              | Hipergigante azul y una de las estrellas más masivas que se conocen                                                                                      |
| SAO 62377              | Lalande 21185             | Osa Mayor    | +7,6              | Cuarta estrella más cercana al Sistema Solar; puede estar orbitada por dos planetas                                                                      |
| SAO 152724             | Rommel Canis Majoris RCMa | Canis Mayor  | +5,71             | Sistema Estelar Doble Cuya Binariedad Eclipsante de No Contacto, Mantiene con Pérdida de Masa, a su Estrella Secundaria, excediendio su Lóbulo de Roche. |
| SAO 20575              | BD+60 2522                | Casiopea     | +8,7              | Estrella central de la nebulosa NGC 7635 |
| SAO 72884              | ADS 16402                 | Lacerta      | +9,2              | Estrella binaria compuesta por dos enanas amarillas; alrededor de una de ellas orbita un gigante gaseoso muy próximo a la estrella                       |